# Station Błaziny
Station Błaziny is een spoorwegstation in de Poolse plaats Błaziny.